# (1710) Gothard
(1710) Gothard ist ein Asteroid des Hauptgürtels, der am 20. Oktober 1941 von dem ungarischen Astronomen György Kulin am Konkoly-Observatorium in Budapest entdeckt wurde. 
Der Name des Asteroiden ist von dem ungarischen Amateurastronomen Jenõ Gothard abgeleitet.